# 莫泰恩
莫泰恩（法語：Mothern，法語發音：[motɛʁn]）是法国下莱茵省的一个市镇，属于阿格诺-维桑堡区。

## 地理
莫泰恩（48°55'56"N, 8°9'15"E）面积10.3 平方千米，位于法国大東部大區下莱茵省，该省份为法国大陆部分最东部的省份，是阿尔萨斯的一部分，今与上莱茵省组成了阿尔萨斯欧洲集体，其南至上莱茵省，西南接孚日省和默尔特-摩泽尔省，西接摩泽尔省，北与德国接壤。
与莫泰恩接壤的市镇（或旧市镇、城区）包括：洛泰堡、明绍森、洛泰堡附近内维莱尔、沙伊伯纳德、温岑巴赫。

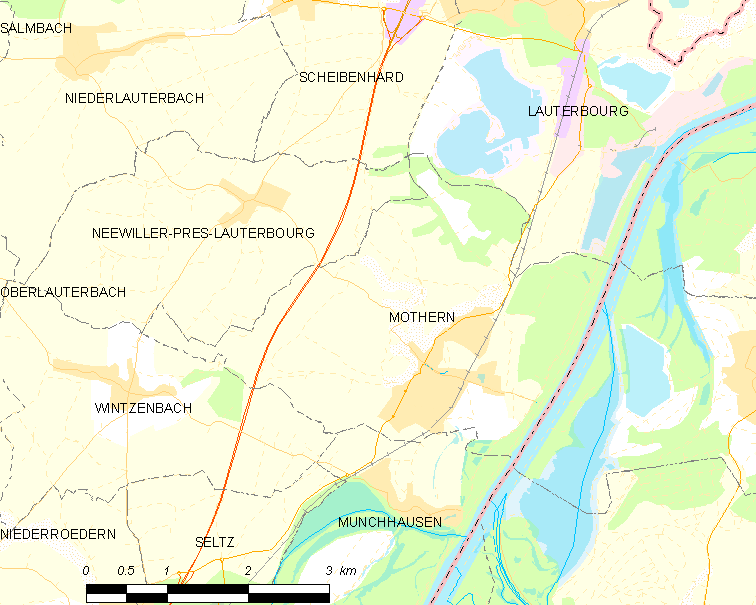
莫泰恩的OSM定位图

莫泰恩的时区为UTC+01:00、UTC+02:00（夏令时）。

## 行政
莫泰恩的邮政编码为67470，INSEE市镇编码为67305。

## 政治
莫泰恩所属的省级选区为维桑堡县。

## 人口

1962-2008年间莫泰恩人口变化图示

莫泰恩于2022年1月1日时的人口数量为1927人。